# Rachel Luttrell
Rachel Luttrell (ur. 19 stycznia 1971) – kanadyjska aktorka znana głównie z roli Teyli Emmagan w serialu Gwiezdne wrota: Atlantyda.

## Życiorys
Rachel Luttrell urodziła się w Lushoto w Tanzanii, jako jedna z czterech córek ojca pochodzenia brytyjsko-amerykańskiego i tanzańskiej matki. Kiedy miała 5 lat, rodzina przeniosła się do Kanady. Tutaj Rachel uczyła się śpiewu, baletu oraz brała lekcje gry na pianinie.
Zadebiutowała w przedstawieniu Miss Saigon w Toronto, później brała udział w wielu produkcjach teatralnych. Po przeprowadzce do Los Angeles Rachel Luttrell występowała gościnnie w serialach, m.in. Ostry dyżur i Czarodziejki. Rachel, sfrustrowana rolami jakie otrzymywała, rozważała porzucenie aktorstwa i rozpoczęcie studiowania architektury, gdy w 2004 roku wygrała casting do roli Teyli Emmagan w serialu Stargate: Atlantis.
Od tego czasu zagrała w kilku filmach.
W czerwcu 2007 producenci serialu wpisali ciążę Rachel do scenariusza. Rachel urodziła syna Caden Dar w październiku 2007.

## Filmografia
- 2006 – A Dog’s Breakfast jako Ratcha
- 2005 – The Aviary jako Portia
- 2004 – Stop Thief! jako Nicky
- 2004 – Stargate: Atlantis jako Teyla Emmagan
- 2004 – From Stargate to Atlantis: Sci Fi Lowdown jako Ona sama/Teyla Emmagan
- 2004 – Preview to Atlantis jako Ona sama/Teyla
- 2003 – Everyday Use jako Dee
- 2002 –  Impostor: Test na człowieczeństwo (Impostor) jako Pielęgniarka
- 2002 – Dotyk anioła (Touched by an Angel) jako Marla
- 2001 – Ostry dyżur (ER) jako Pielęgniarka
- 2001 – Czarodziejki (Charmed) jako Wiedźma Janna
- 2001 – Anne Rice’s The Feast of All Saints jako Lisette
- 1998 – Damon jako Brenda
- 1997 – In the House jako Daphne
- 1997 – Sleepwalkers
- 1996 – Joe’s So Mean to Josephine jako Dziewczyna w barze
- 1993 – Maniac Mansion jako Lorrie
- 1992 – Personal Effects
- 1992 – Forever Knight jako Norma Alves
- 1991-1992 – Street Legal jako Veronica Beck
- 1986 – Courage jako Córka Bobby’ego